# 熱帶風暴莫拉克 (2003年)
熱帶風暴莫拉克（英語：Tropical Storm Morakot），在菲律賓被稱為熱帶風暴胡安寧，在2003年8月緩解中國大陸的干旱狀況之前，為臺灣帶來大量降雨。當年西太平洋第十個獲得命名的風暴，其名（泰語：มรกต）是由泰國提供，即綠寶石。莫拉克在7月31日於菲律宾海的一個不穩定天氣區域內生成。向西北移動，有利的條件使系統在8月2日達到热带风暴標準。當天晚上，莫拉克達到風力時速85公里、最低气压992毫巴（百帕；28.29英寸汞柱）的最高強度。該強度維持數小時，直到不太有利的大氣條件使系統稍為減弱；隨後，莫拉克在8月3日登陸南臺灣。隨後，風暴有所減弱並進入臺灣海峽，翌日最終在中华人民共和国泉州市附近登陸。風暴在中國大陸上空迅速減弱，並在登陸數小時後完全消散。
在臺灣，即莫拉克首個登陸地點，強降雨引發水災。某些地區的商業航班、學校和鐵路服務在風暴來臨前被取消。臺東縣近兩天的最大降水量達到653毫米。降雨也造成農作物損失，估計超過7000萬新臺幣（200萬美元）。據報導，中華人民共和國的降雨量創歷史新高。受影響最嚴重的城市是泉州市，莫拉克造成的損失達2.4億人民币（2900萬美元），據報另有一人死亡。中国东南地区亦普遍停電。由於先前存在的亁旱條件，為了人為地增加降雨，當局進行703次人工降雨；此類行動導致目標地區出現中度降水。整體而言，莫拉克造成大約3100萬美元的損失以及三人死亡。

## 氣象歷史
2003年7月下旬，菲律宾海楚克西北方的一片不穩定天氣區域開始持續，聯合颱風警報中心（JTWC）在7月30日早上首次發現。由於一整天的大氣條件維持良好，該系統在7月31日上午6時由菲律賓大氣地球物理和天文服務管理局（PAGASA）及聯合颱風警報中心升級至熱帶低氣壓標準，隨後日本氣象廳（JMA）在六小時後亦跟隨。因此，菲律賓大氣地球物理和天文服務管理局將系統命名為胡安寧（Juaning）以用於當地。該系統在一道行經的低壓槽影響下向西北偏北移動，在8月2日上午6時進一步增強為热带风暴，因此得名莫拉克（Morakot）。當時，風暴結構良好，外流穩定。
風暴繼續增強，在8月2日晚上6時，日本氣象廳認為莫拉克已達風力時速85公里、最低气压992毫巴（百帕；28.29英寸汞柱），然而，當時聯合颱風警報中心仍然認為莫拉克仍在增強。發展出一粗糙的風眼促使該機構在8月3日上午6時將風暴升級至颱風標準，儘管其他機構仍然維持莫拉克的熱帶風暴標準。在當天餘下的時間裏，氣旋的移動相當不穩定，然後在8月3日晚上首次登陸臺灣臺東縣。莫拉克在登陸前略為減弱，因此日本氣象廳對登陸時風暴強度的估計略為降低至每小時75公里。儘管風暴橫越該島時前進速度有所減慢，但其經過臺灣的時間仍然很短，莫拉克在8月4日早上進入臺灣海峽。氣旋的西北路徑使風暴在當天大約上午10時進行第二次登陸，這次是在中华人民共和国泉州市附近。風暴在中華人民共和國上空迅速減弱，登陸僅兩小時後，日本氣象廳便宣佈莫拉克的強度已減弱至熱帶低氣壓標準。聯合颱風警報中心繼續監測該系統，直到確定它已在8月5日凌晨0時前消散。

## 防災措施及影響
由於預計風暴將吹襲臺灣，中央氣象局（CWB）在8月2日發佈海上及陸上颱風警報。臺灣與綠島鄉和蘭嶼之間的商業航班被取消，臺灣東海岸的鐵路服務亦被取消。莫拉克橫越南臺灣，導致全島均有大量降雨。臺東縣近兩天來自該熱帶氣旋的最高降水量達到653毫米。臺東市東南部的大雨將樹木連根拔起並引發山泥傾瀉。屏東縣發生山洪暴發。更多的山泥傾瀉阻塞當地的高速公路，該縣的小學和初中被迫關閉。該縣亦發生停電並影響數百名住戶。降雨造成農作物損失超過7000萬新臺幣（200萬美元）。
中華人民共和國亦發生強降雨和洪水。福建省晋江市的一個氣象站在18小時內錄得544毫米的降雨量；這是自有記錄以來該市遭遇的最大暴雨事件。紫帽镇亦降下大雨，據記錄，該鎮8小時內的降雨量為334毫米。泉州市受降雨影響十分嚴重，總損失達2.4億元人民币（2900萬美元）。該市有一人死亡。在更南方的河源市，暴雨造成大範圍停電。強風將兩人從高處的臨時支架上吹下來，他們均告不治。莫拉克在中華人民共和國的降雨在某程度上緩解該區持續的干旱狀況。然而在熱帶風暴過後，福建省仍然進行703次人工降雨，以提升人工降雨量。這包括部署1,027枚火箭和14,700枚含有碘化银的砲彈。因此，在13.85萬平方公里的範圍內，總降雨量從40－60毫米不等，這歸因於以人類學方法增強降水。雖然與莫拉克沒有直接關係，但風暴的氣旋環流部分有助在香港部分地區產生煙霧並導致低能見度。

## 命名
2002年，由於印度气象局出於宗教原因反對，翰文（หนุมาน）這個名稱在使用前已被替換。

## 外部連結
- 日本氣象廳有關熱帶風暴莫拉克（0309）的一般資訊 （页面存档备份，存于），取自數位颱風網 （英語）
- 日本氣象廳有關熱帶風暴莫拉克（0309）的最佳路徑資料 （页面存档备份，存于） （日語）
- 日本氣象廳有關熱帶風暴莫拉克（0309）的最佳路徑資料（圖像） （页面存档备份，存于） （英語）
- 日本氣象廳最佳路徑資料（文字） （页面存档备份，存于） （英語）
- 聯合颱風警報中心有關第十號颱風（莫拉克）的最佳路徑資料 （页面存档备份，存于） （英語）
- 來自美國海軍研究實驗室的10W.莫拉克[]